# Rhitymna ambae
Rhitymna ambae är en spindelart som beskrevs av Jäger 2003. Rhitymna ambae ingår i släktet Rhitymna och familjen jättekrabbspindlar. Inga underarter finns listade i Catalogue of Life.